# Подкормка растений
Подкормка растений — внесение удобрений под сельскохозяйственные культуры в период их вегетации. В этом состоит её отличие от основного удобрения, которое вносится до начала вегетационного периода.
Улучшая питание растений, подкормка способствует их урожайности. Предназначена прежде всего для удовлетворения потребности растений в азоте, реже калии и фосфоре. Необходима разным растениям, но в первую очередь овощным культурам, озимым злакам, многолетним травам, сахарной свёкле, хлопчатнику.
По способу внесения различают корневую и некорневую подкормки. При корневой питательные вещества (сухие удобрения или водные растворы) вносятся в почву и усваиваются корнями; при некорневой посевы или посадки опрыскивают растворами удобрений. Для подкормки могут применяться перепревший навоз или навозная жижа, птичий помёт, зола, аммиачная селитра, мочевина, суперфосфат и т. п. Эффективность во многом зависит от погоды, влажности и степени растворимости используемых удобрений.
Подкормка также необходима комнатным растениям, так как почва, в которой они растут, постепенно обедняется. Как правило, её вносят лишь в период активного роста растений и не вносят в период покоя. Использоваться могут как готовые синтетические, так и естественные удобрения. Недавно пересаженное растение в первое время не нуждается в подкормке.